# Skoghall
Skoghall è una cittadina (tätort) della Svezia centrale, situata nella contea di Värmland; è il capoluogo amministrativo della municipalità di Hammarö.